# Merle Frohms
Merle Frohms (Celle, 28 januari 1995) is een voetbalspeelster uit Duitsland. Ze speelt als doelverdediger voor Real Madrid in de Primera División.

## Clubcarrière
Frohms begon haar carrière bij Fortuna Celle waar ze samenspeelde met de jongens tot 2011 totdat ze eind 2010 een contract kreeg aangeboden door VfL Wolfsburg.  In haar eerste seizoen bij VfL Wolfsburg maakte Frohms vooral deel uit van het tweede elftal waar ze geen minuten maakte. Op 9 december 2012 maakte Frohms haar debuut voor het tweede elftal in een 3-0 overwinning op FSV Gütersloh 2009. Het bleef dat seizoen bij die ene wedstrijd voor Frohms in het seizoen 2012/13. In het seizoen erna kwam Frohms tot 16 wedstrijd en eindigde ze op de derde plek.
In het seizoen 2014-15 werd het contract van Frohms verlengd voor twee jaar en directeur sport van VfL Wolfsburg omschreef Frohms als volgt: "Ze is een groot keeperstalent met enorme potentie." Dat seizoen maakte Frohms haar debuut in het eerste elftal van VfL Wolfsburg en speelde ze drie wedstrijden  waaronder een basisplaats in de Champions League in de halve finale tegen Paris Saint-Germain. Tevens mocht Frohms invallen in twee DFB Pokal finales in de seizoenen 2014-2015 en 2015-16.
Na nog twee jaar bij VfL Wolfsburg, maakte Frohms de overstap naar competitiegenoot SC Freiburg. Bij de club uit Baden-Württemberg speelde ze 18 wedstrijden.
In 2020 maakte ze de overstap naar Eintracht Frankfurt. Bij de club uit Hessen kwam Frohms tot 43 wedstrijden.
In 2022 keerde Frohms terug bij VfL Wolfsburg. In tegenstelling tot haar eerste periode wist ze nu wel een vaste basisplaats af te dwingen. Op 3 juni 2023 speelde Frohms de UEFA Women's Champions League finale met VfL Wolfsburg. Deze werd met 3-2 verloren van FC Barcelona.
Frohms maakte op 23 juni 2025 een transfer naar het Spaanse Real Madrid. Ze tekende een driejarig contract in de Spaanse hoofdstad.

## Statistieken
| Seizoen | Club                | Land      | Competitie       | Wedstrijden | Doelpunten |
| ------- | ------------------- | --------- | ---------------- | ----------- | ---------- |
| 2013/14 | VfL Wolfsburg II    | Duitsland | 2e Bundesliga    | 16          | 0          |
| 2014/15 | VfL Wolfsburg II    | Duitsland | 2e Bundesliga    | 10          | 0          |
| 2015/16 | VfL Wolfsburg II    | Duitsland | 2e Bundesliga    | 6           | 0          |
| 2016/17 | VfL Wolfsburg II    | Duitsland | 2e Bundesliga    | 3           | 0          |
| 2017/18 | VfL Wolfsburg II    | Duitsland | 2e Bundesliga    | 5           | 0          |
| 2011/12 | VfL Wolfsburg       | Duitsland | Bundesliga       | 0           | 0          |
| 2012/13 | VfL Wolfsburg       | Duitsland | Bundesliga       | 1           | 0          |
| 2013/14 | VfL Wolfsburg       | Duitsland | Bundesliga       | 2           | 0          |
| 2014/15 | VfL Wolfsburg       | Duitsland | Bundesliga       | 0           | 0          |
| 2015/16 | VfL Wolfsburg       | Duitsland | Bundesliga       | 5           | 0          |
| 2016/17 | VfL Wolfsburg       | Duitsland | Bundesliga       | 3           | 0          |
| 2017/18 | VfL Wolfsburg       | Duitsland | Bundesliga       | 1           | 0          |
| 2018/19 | SC Freiburg         | Duitsland | Bundesliga       | 16          | 0          |
| 2019/20 | SC Freiburg         | Duitsland | Bundesliga       | 21          | 0          |
| 2020/21 | Eintracht Frankfurt | Duitsland | Bundesliga       | 21          | 0          |
| 2021/22 | Eintracht Frankfurt | Duitsland | Bundesliga       | 22          | 0          |
| 2022/23 | Eintracht Frankfurt | Duitsland | Bundesliga       | 0           | 0          |
| 2022/23 | VfL Wolfsburg       | Duitsland | Bundesliga       | 21          | 0          |
| 2023/24 | VfL Wolfsburg       | Duitsland | Bundesliga       | 19          | 0          |
| 2024/25 | VfL Wolfsburg       | Duitsland | Bundesliga       | 12          | 0          |
| 2025/26 | Real Madrid         | Spanje    | Primera División | 0           | 0          |
| Totaal  | Totaal              | Totaal    | Totaal           | 184         | 0          |

Laatste update: 23 juni 2025

## Interlandcarrière
Merle Frohms maakte haar debuut voor het Duitse nationale team in een vriendschappelijke wedstrijd tegen Oostenrijk in een 3-1 overwinning. Frohms mocht in de 46ste minuut invallen voor Lisa Schmitz.
Bondscoach Martina Voss-Tecklenburg selecteerde Frohms voor het Wereldkampioenschap voetbal vrouwen 2019. Hier fungeerde Frohms als derde keepster en wist Duitsland de kwartfinales te halen waarin Zweden met 2-1 te sterk was.
Voor het EK 2022 werd Frohms opnieuw geselecteerd en nu als eerste doelvrouw. Op dit eindtoernooi wist Duitsland de finale te halen waarin Engeland na verlenging met 2-1 te sterk was. Frohms keepte alle wedstrijden voor Duitsland.
In 2023 werd Frohms opnieuw geselecteerd voor het Wereldkampioenschap voetbal vrouwen 2023. Op dit eindtoernooi was Duitsland minder succesvol en werd het al in de groepsfase uitgeschakeld. Frohms keepte alle drie de groepswedstrijden voor Duitsland.
In september 2024 kondigde Frohms aan te stoppen als international van Duitsland.